# Clubhouse
Clubhouse es una red social de chat de audio lanzada en 2020 por Alpha Exploration Co. En diciembre de 2020, estaba valorada en casi 100 millones de dólares. El 21 de enero de 2021, la cotización alcanzó los 1.000 millones de dólares.
Clubhouse inspiró productos de la competencia de Meta, Twitter a través de Twitter Spaces y Spotify con un producto llamado Greenroom.

## Historia
Clubhouse se lanzó en el sistema operativo iOS en abril de 2020. La aplicación ganó popularidad en los primeros meses de la pandemia de COVID-19, especialmente después de una inversión de 12 millones de dólares en mayo de 2020 (10 millones en capital inicial y una compra de 2 millones de dólares en acciones) de la empresa de capital de riesgo Andreessen Horowitz. En diciembre de 2020, la aplicación tenía 600.000 usuarios registrados y solo se podía acceder a ella mediante invitación. En enero de 2021, la compañía anunció que pronto comenzaría a trabajar en una aplicación para el sistema operativo Android.
La tecnología de la aplicación Clubhouse se ejecuta en la plataforma de Agora.ai, una startup de tecnología de audio de Shanghái, China, que salió a bolsa el 21 de junio de 2020.
Clubhouse creció significativamente en popularidad después de que el empresario Elon Musk fuera entrevistado en enero de 2021 por el club GOOD TIME. El 10 de febrero de 2021, Musk tuiteó que aceptaba hacer Clubhouse con el rapero Kanye West. El 13 de febrero de 2021, Musk mencionó en Twitter a la cuenta oficial del presidente ruso Vladímir Putin pidiendo una conversación a través de Clubhouse.
La aplicación no se utilizó ampliamente en Alemania hasta enero de 2021, cuando dos presentadores de podcast alemanes, Philipp Klöckner y Philipp Gloeckler, iniciaron una cadena de invitaciones a través de un grupo de Telegram, trayendo a la plataforma a influyentes, periodistas y políticos alemanes. En febrero de 2021, la organización de protección al consumidor más grande de Alemania (Federación de Organizaciones de Consumidores Alemanes) pidió al operador de Clubhouse, Alpha Exploration Co. que cesara y desistiese de lo que denominó «prácticas comerciales ilegales y violaciones de protección de datos».
Clubhouse atrajo a un gran número de internautas chinos para discutir varios temas, incluidos temas políticamente sensibles, como las protestas en Hong Kong y el estatus político de Taiwán. El 8 de febrero de 2021, la aplicación fue bloqueada en China continental.

## Características
Clubhouse cuenta con una amplia variedad de clubes y salas virtuales con conversaciones sobre diversos temas, programas de entrevistas, música, contactos, citas, presentaciones, discusiones políticas y más. Algunos ejemplos de los muchos clubes en Clubhouse son Startup Club, Fit, Black Wealth Matters, Leadership Reinvented, Music & Technology, Dear Young Queen, Health Is Wealth, Designkinds the Multi Creatives, NBA Fan Club, Smiling & Positivity, Afropolitan Lounge, Muslims & Friends, The Dacha, The Legacy Think Tank, Reinventing Health \ Care, The True Love Society, TikTok Marketing Secrets y Astrology and Metaphysics Club. La aplicación también es conocida por sus usuarios famosos, con miembros como Drake, Kevin Hart y Tiffany Haddish que albergan conversaciones virtuales en Clubhouse.

## Problemas sobre la política de privacidad
La aplicación crea en la sombra perfiles de personas que nunca han usado la aplicación pero que están en los contactos de los usuarios reales. Además, Clubhouse graba las conversaciones en las salas privadas.
En febrero de 2021, la mayor organización de protección del consumidor de Alemania, la Federación de Organizaciones de Consumidores de Alemania, pidió al operador de Clubhouse Alpha Exploration Co. que cesara y desistiera de lo que denominó «prácticas comerciales ilegales y violaciones de la protección de datos».